# カレン・マルダー
カレン・マルダー（Karen Mulder, 1970年6月1日 - ）はオランダ出身の女性ファッションモデル。1985年のエリートモデルルックのコンテストで入賞し、モデルとなった。ブロンドの髪にブルーの瞳。ヴィクトリア・シークレット、カルバン・クライン、ヴァレンティノ、ヴェルサーチなどのモデルとして著名。
日本ではコンタクトレンズの広告に登場していた。また、本人がスキンケアやメイクアップについて語る『Karen Mulder: Beauty』というCD-ROMを発売している。
20歳の頃フランス人カメラマンとの離婚を経験している。その後長い間実業家の男性と婚約していたものの、破局。1990年代なかば、ちょうどモデルとしての露出が減り始めた頃のことであり、精神的にも参ってドラッグに手を出し、自殺未遂を引き起こすという低迷の時期を過ごした。
フランスで歌手デビュー。2006年に長女を出産した。